# Bitry (Nièvre)
 Bitry  es una población y comuna francesa, situada en la región de Borgoña, departamento de Nièvre, en el distrito de Cosne-Cours-sur-Loire y cantón de Saint-Amand-en-Puisaye.

## Demografía
| 484 | 425 | 392 | 335 | 305 | 312 |
| Para los censos de 1962 a 1999 la población legal corresponde a la población sin duplicidades (Fuente: INSEE [Consultar]) |     |     |     |     |     |